# تیم ملی فوتسال استرالیا
تیم ملی فوتسال استرالیا نماینده استرالیا در مسابقات بین‌المللی فوتسال و یکی از تیم‌های فوتسال آسیایی است.
براساس رده‌بندی فیفا تیم استرالیا تایپه جایگاه ۳۱ را در بین تیم‌های ملی فوتسال جهان دارد.